# Anwar Stewart
(en) Statistiques sur statscrew
Anwar Stewart, né le 9 février 1976, est un joueur américain de football canadien.  Il a principalement évolué avec les Alouettes de Montréal de la Ligue canadienne de football. Il joue à la position d'ailier défensif.
Il a joué pour l'Université du Kentucky dans la NCAA. Il s'est joint aux Stampeders de Calgary en 2001, et bien que peu employé, il a gagné sa première coupe Grey. Passé au Alouettes de Montréal, il est vite devenu un pilier de la ligne défensive, et a gagné trois autres coupes Grey en 2002, 2009 et 2010.

## Trophées et honneurs
- Joueur défensif par excellence de la Ligue canadienne de football : 2004[2]
- Trophée James-P.-McCaffrey (meilleur joueur défensif de la division Est) : 2004, 2009
- Équipe d'étoiles de la LCF : 2004, 2009